# Francisco Antonio Pinto Cruz
Francisco Antonio Pinto Cruz (Concepción, 15 de agosto de 1858-Berlín, 29 de agosto de 1905) fue un abogado, político y diplomático chileno, que se desempeñó como Ministro de Guerra y Marina, Ministro de Justicia e Instrucción Pública y Ministro Plenipotenciario de ese país en el Imperio Alemán. 

## Biografía
Nació en Concepción, el 15 de agosto de 1858; fue hijo del presidente Aníbal Pinto Garmendia y de Delfina Cruz Zañartu. Se tituló de abogado el 3 de mayo de 1881. 
En la guerra del Pacífico, en 1879, prestó algunos servicios administrativos en Lima.

### Matrimonios e hijos
Se casó por primera vez con Teresa del Río Plummer, tuvieron por hijos a Aníbal, Amelia y a Teresa Pinto del Río. a través de Aníbal, fue el abuelo de Aníbal Pinto Santa Cruz. Después en segundas nupcias con Julia Riesco Ugarte, con quien no tuvo hijos.

## Vida pública
Profesor de Caligrafía y Lectura de Escuela Nocturna Juan Gutemberg, 1878; secretario del Directorio de la misma Escuela, 1878; profesor interino de Gramática Castellana y Geografía del Liceo de Valparaíso, 1882; profesor de Historia, Edad Media, Moderna, Contemporánea y de América y Chile, en el Liceo de Valparaíso, desde 1883 hasta el 14 de julio de 1884, fecha en que renunció; profesor de la Escuela Naval, 1887; miembro de la comisión examinadora nombrada por el Consejo de Instrucción Pública, 1887.
Partidario de la revolución de 1891, fue Intendente de Tarapacá desde el 31 de octubre de 1891 hasta el 27 de septiembre de 1892. Durante el gobierno del vicealmirante Jorge Montt, fue nombrado Ministro de Guerra y Marina, 4 de octubre de 1892 al 27 de marzo de 1893 y Ministro de Justicia e Instrucción Pública, 6 de octubre de 1893 al 26 de abril de 1894. 
Miembro militante del Partido Liberal, fue también diplomático, ministro plenipotenciario en Alemania, en los años 1894 a 1898; volvió como ministro a Alemania en 1902, donde permaneció hasta su muerte ocurrida en agosto de 1905.
Fue electo diputado suplente por Concepción y Talcahuano, período 1885-1888; reelecto diputado por Concepción, Talcahuano, Lautaro y Coelemu, período 1900-1903; fue diputado reemplazante en la Comisión Permanente de Gobierno; e integró la Comisión Permanente de Relaciones Exteriores y la de Policía Interior.
Perteneció a la Sociedad de Instrucción Primaria y a la Delegación Universitaria de Valparaíso. En Alemania fue condecorado con la Orden Real de la Corona de Prusia.
Falleció en Berlín, Alemania, el 29 de agosto de 1905. Sus restos fueron repatriados a Chile.